# 土佐光茂
土佐 光茂（とさ みつもち、明応5年（1496年）? - 没年不詳）は、室町時代後期の絵師。刑部大輔・土佐光信の子。官位は正五位下・刑部大輔。実子に土佐光元。

## 生涯
『地下家伝』に収録された系図の注釈によると、明応5年（1496年）の誕生とされ、これが正しければ、光信60歳代の子になる。大永2年（1522年）から永禄12年（1569年）までの記録が残っており、大永3年（1523年）には既に光信の跡を継ぎ絵所預に補任されており、左近将監を経て、享禄元年（1528年）従五位上、享禄5年（1532年）正五位下・刑部大輔に叙任され、天文年間には従四位下に至った。
天文19年（1550年）5月初めに近江穴太で客死した足利義晴の寿像を描くために下向。この時の体験が、2年後の天文21年（1552年）から弘治3年（1557年）の間に描かれた大徳寺塔頭瑞峯院の「堅田図」（静嘉堂文庫美術館蔵。）や、東京国立博物館の断片2幅に生かされたと考えられる。また、六角氏の居城観音寺城本丸に「犬追物図」を描き、その模本が伝存する。
『お湯殿の上の日記』の永禄3年（1560年）6月から12月まで、宮中で源氏物語の「車争図」屏風を光茂に描かせることについて多数の記述があり、仁和寺が所蔵する六曲一双の「車争図」屏風が、この時の作品であると言う説が有力である。この絵では、従来の物語を説明するための「絵解き」から解放され、絵画作品として一つの世界を作り出しており、絵自体の面白さが目立ち、古典を題材とした風俗画に近くなっている。本作と同図の作が後世にも連綿と作られており、このような物語絵の創作と規範化、継承には、光茂の役割は大きかったと考えられる。
永禄12年（1569年）には織田信長の命により足利義昭邸の障壁画を描いた。同年8月、息子光元が戦死、光茂は絵所領である和泉国上神谷の安堵を求めて、細川幽斎や今井宗久らに働きかけたが叶わなかった。失意の光茂は、弟子の光吉に土佐家代々の記録書や粉本を譲り、光元の遺児3人の養育を頼むと、間もなく堺で亡くなった。
画風は、父・光信がやや粗い筆致と淡い彩色だったのに比べ、人物・風俗の描写が豊かで、色彩も鮮麗になり、明快でより近世的な明るさに溢れる。また、漢画の力強い描線による造形把握や構図法を取り入れ、水墨画作品も手がけるなど、和漢が混合した様式を作り上げた。

## 代表作

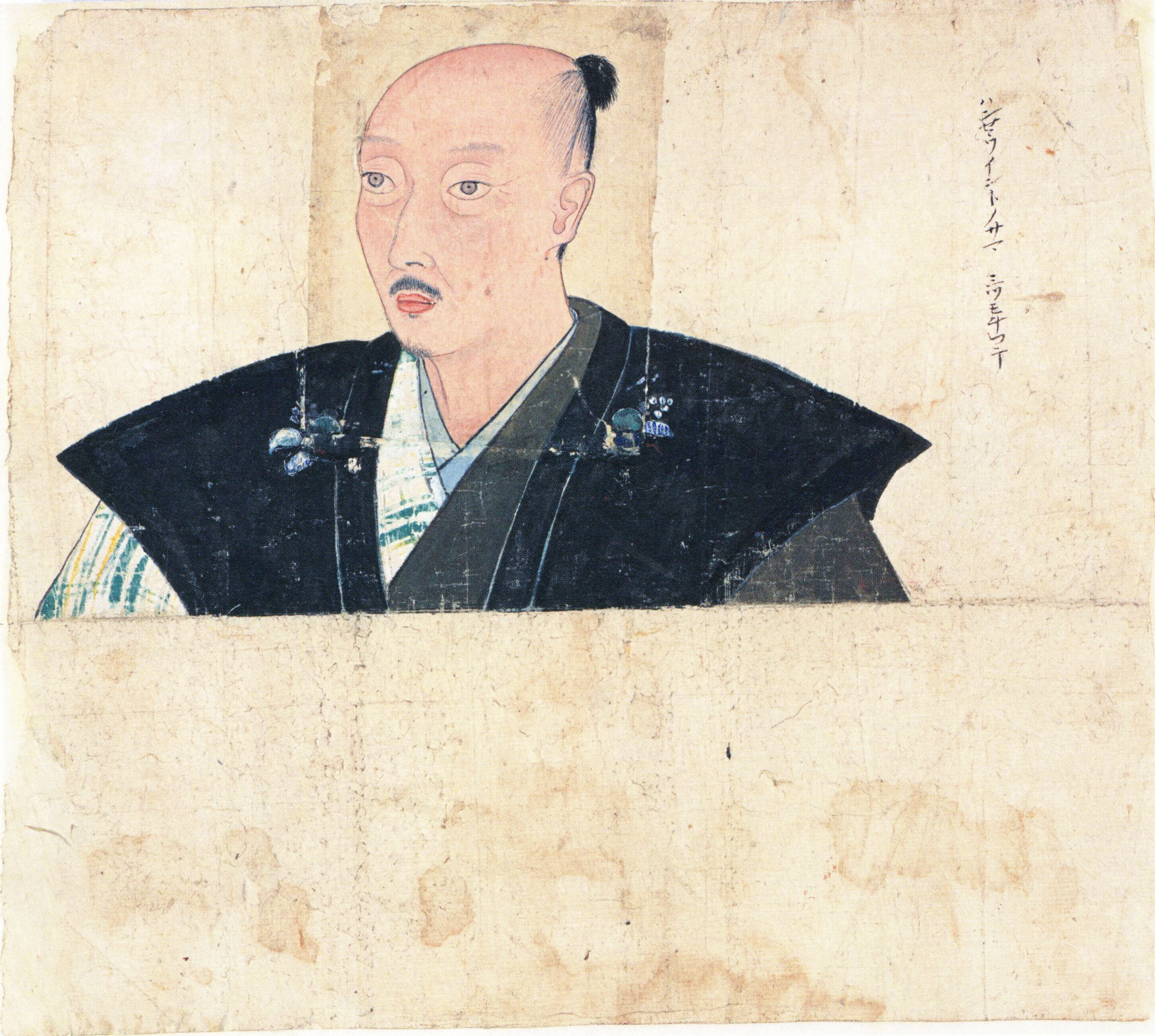
足利義晴像

| 作品名                   | 技法         | 形状・員数              | 寸法（縦x横cm） | 所有者                             | 年代                  | 落款・印章 | 文化財指定             | 備考 |
| ------------------------ | ------------ | ----------------------- | --------------- | ---------------------------------- | --------------------- | ---------- | ---------------------- | --- |
| 当麻寺縁起絵巻           | 紙本著色     | 3巻                     |                 | 奈良・当麻寺                       | 1531年（享禄4年）     |            | 重要文化財             | 基準作 |
| 桑実寺縁起絵巻           | 紙本著色     | 2巻                     |                 | 滋賀・桑実寺（京都国立博物館寄託） | 1532年（天文元年）    |            | 重要文化財             | 琵琶湖東岸に位置する繖山と桑実寺の草創、及び本尊薬師如来の由来と霊験譚を描いた絵巻物。足利義晴が発願・奉納し、三条西実隆が詞書の草案をし、 後奈良天皇が上巻第一段詞書を、尊鎮法親王が第二段以降の詞書を記す。『実隆公記』によって制作経緯がわかる、光茂自身のみならず室町時代末期の基準作である。物語冒頭に桑の大樹（大樹は将軍の異称）を描き、桑実寺を世界の中心として近江の地を美化する本作の世界観は、京を追われて桑実寺に仮幕府を開いていた義晴の政治的意図の反映だと考えられる。                                                                                |
| 足利義晴像               | 紙本著色     | 2枚                     |                 | 京都市立芸術大学                   |                       |            |                        | 基準作 |
| 車争図屏風               | 紙本金地著色 | 六曲一双の右隻          | 162.6x372.6     | 京都・仁和寺                       | 1560年（永禄3年）     |            | 京都市指定・登録文化財 | 正親町天皇下命による制作（『御湯殿上日記』）。左隻は光茂の下絵に基づき右隻との調和を取りながら制作された17世紀前半頃の補作。 |
| 長谷寺縁起絵巻           | 紙本著色     | 6巻                     |                 | 奈良・長谷寺                       | 1523年（大永3年）     |            | 奈良県指定文化財       | 詞書は近衛尚通。尚通の日記『後法成寺殿関白記』から、この絵巻は当時13歳の12代将軍足利義晴のために描かれたことが解る。通常、長谷寺縁起絵巻は3巻で構成されるが、本作品は各巻を二分して6巻とした異例な物で、また縦の寸法が通常の絵巻の半分ほどしか無い。こうした特徴は、室町時代に宮中や将軍家などの低年齢層のために作られた「小絵」と呼ばれる小品絵巻に見られ、本作品もその一例である。 |
| 由原八幡宮縁起           | 紙本著色     | 2巻                     |                 | 大分・柞原八幡宮                   |                       |            | 大分県指定文化財       | 柞原宮との関係深い大友義鑑の発願・奉納か。 |
| 十念寺縁起絵巻           | 紙本著色     | 2巻（巻上6段、巻下5段） |                 | 京都・十念寺                       | 1565年（永禄8年）以前 |            | 京都市指定・登録文化財 | 十念寺開山・真阿の出家から入滅までを描いた絵巻。巻下第1段と第3段以外は『誓願寺縁起』で説かれる真阿の生涯と一致しており、本作は『誓願寺縁起』から派生したものと考えられる。『言継卿記』永禄8年12月12日条に誓願寺から「十念寺縁起」上下2巻が届き、長橋局に持参し叡覧に備えた旨が記され、この「十念寺縁起」が本作に当たると推測される。なお巻下奥書から詞書は、元禄15年（1702年）近衛家熈や尭延入道親王ら当時の公家12名によって筆写され、当初のものと差し替えられたのは遺憾ではあるが、当代を代表する公家たちに修補され、本作が什宝として尊重された歴史を物語っている。 |
| 化物草紙絵巻             | 紙本著色     | 1巻                     |                 | ボストン美術館                     |                       |            |                        | |
| 牡丹花肖柏像             | 紙本著色     | 1幅                     |                 | 大阪・大広寺                       |                       | 「光茂印」 |                        | |
| 春屋宗永像               | 絹本著色     | 1幅                     |                 | 京都・大慈院                       |                       | 「光茂印」 |                        | |
| 堅田図屏風               | 紙本墨画淡彩 | 二曲一隻・六曲一隻      |                 | 東京・静嘉堂文庫美術館             |                       |            |                        | 元は大徳寺塔頭・瑞峯院檀那の間襖絵 |
| 堅田図                   | 紙本著色     | 2幅                     |                 | 東京国立博物館                     |                       |            |                        | 伝土佐光茂 |
| 牧場図                   | 紙本墨画淡彩 | 二曲一隻                | 151.5x167.8     | 大英博物館                         | 1560年代              |            |                        | 伝土佐光茂 |
| 日吉山王・祇園祭礼図屏風 | 紙本金地著色 | 六曲一双                |                 | 東京・サントリー美術館             |                       |            | 重要文化財             | 部分によって描写のばらつきがあるものの、光茂と彼の工房か、光茂周辺の絵師の作だと考えられる。 |

## 官歴
『地下家伝』による。
- 時期不詳：左近衛将監
- 享禄元年（1528年） 日付不詳：従五位上
- 享禄5年（1532年） 6月9日：正五位下、刑部大輔
- 天文年間：従四位下